# Бугаєнко Данило Юрійович
Данило Юрійович Бугаєнко (нар. 4 жовтня 2002) — український футболіст, півзахисник молодіжної полтавської «Ворскли».

## Життєпис
Починаючи з сезону 2019/20 років перебуває в структурі «Ворскли». У березні 2019 року зіграв 2 матчі за юніорську команду полтавчан. За головну команду «Ворскли» дебютував 3 липня 2020 року в нічийному (2:2) виїзному поєдинку 29-го туру Прем'єр-ліги проти ФК «Львів». Данило вийшов на поле на 83-й хвилині, замінивши Юрія Козиренка.